# Echinocereus coccineus
Echinocereus coccineus är en kaktusväxtart som beskrevs av Georg George Engelmann. Echinocereus coccineus ingår i släktet Echinocereus och familjen kaktusväxter.

## Underarter
Arten delas in i följande underarter:
- E. c. coccineus
- E. c. paucispinus
- E. c. gurneyi

## Bildgalleri

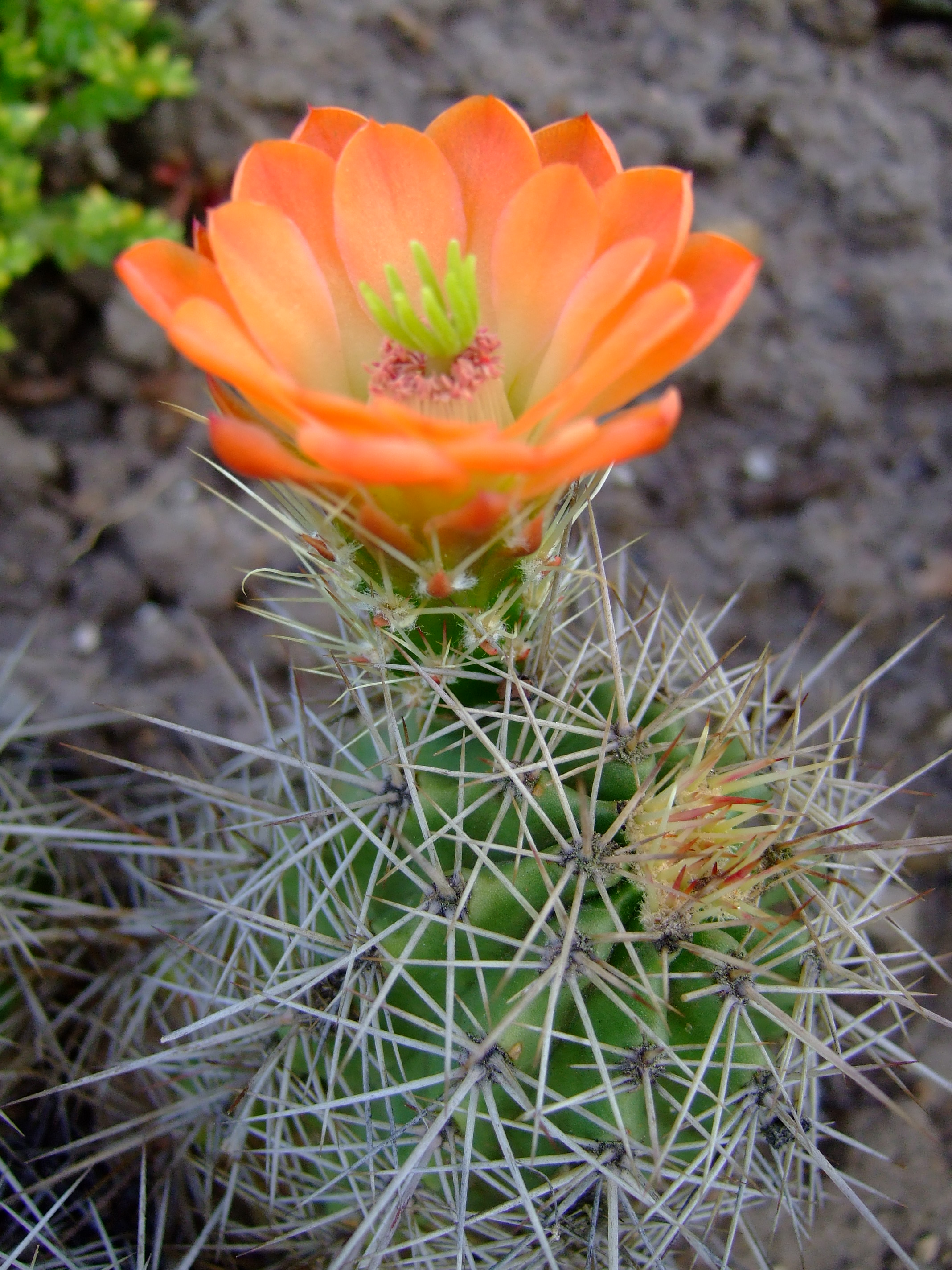
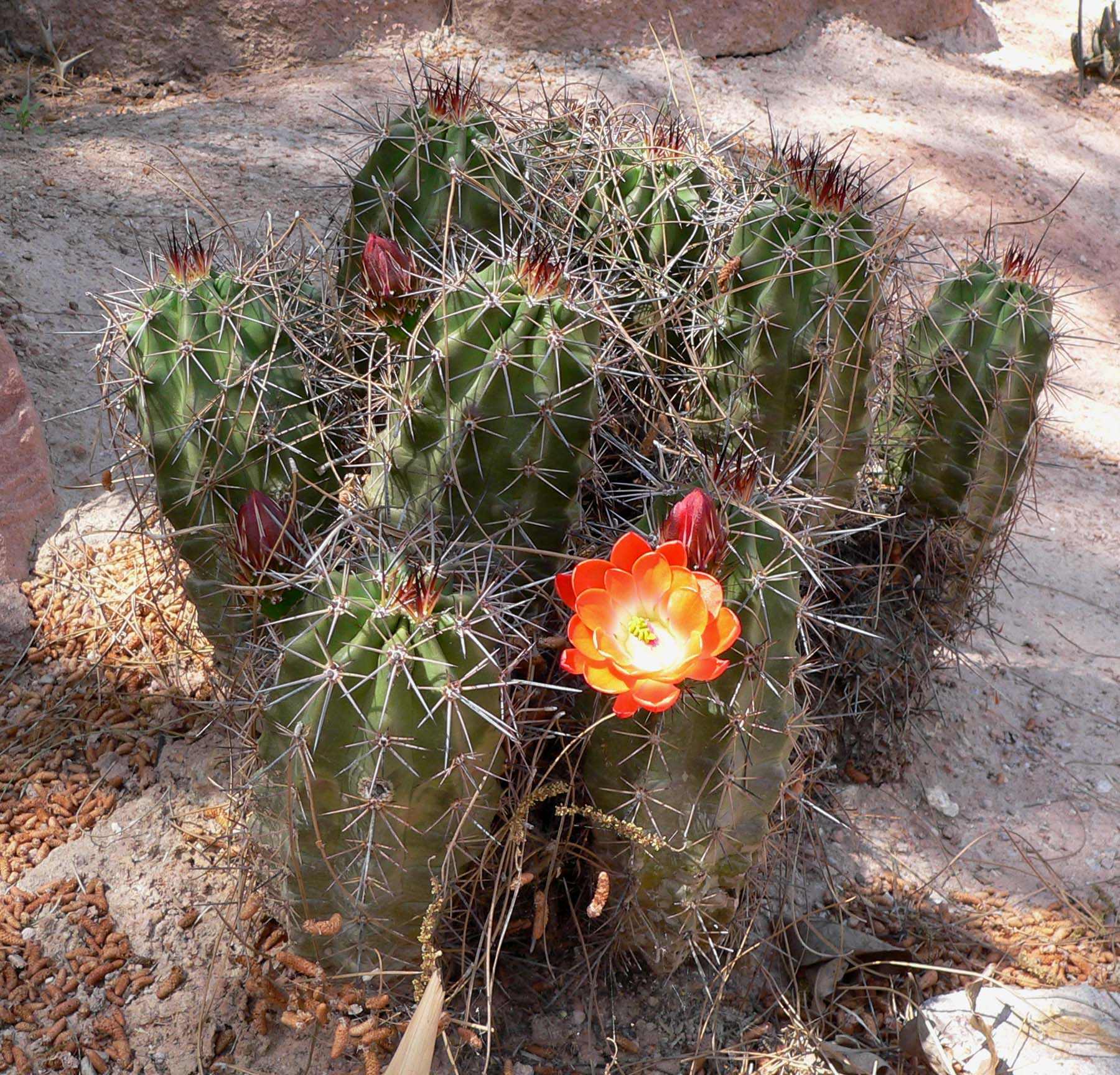
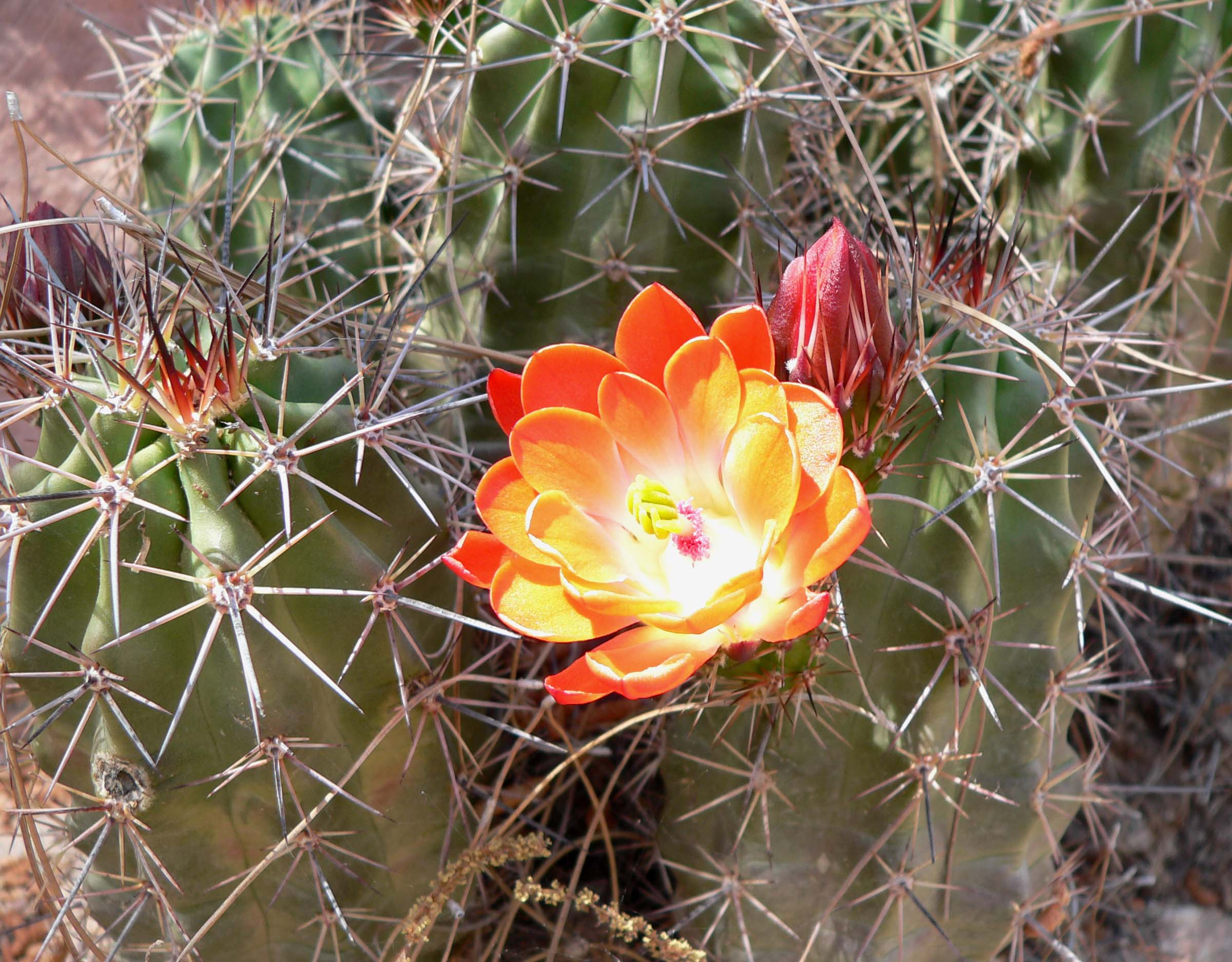
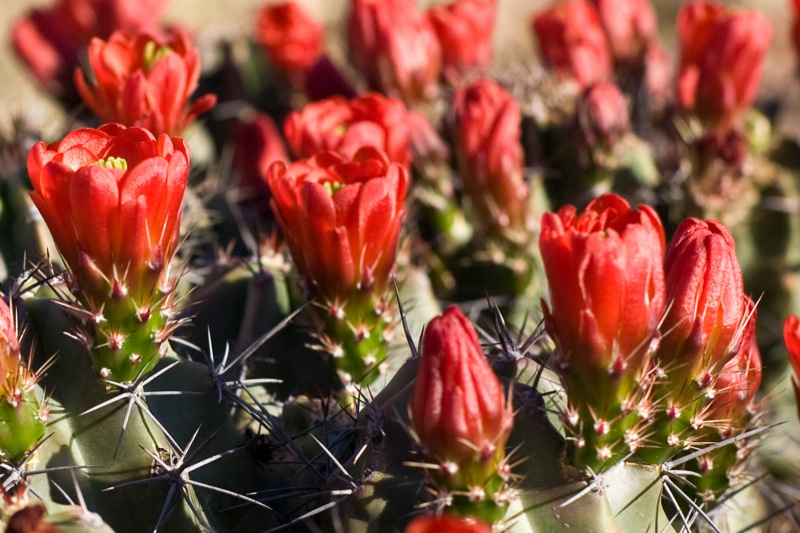
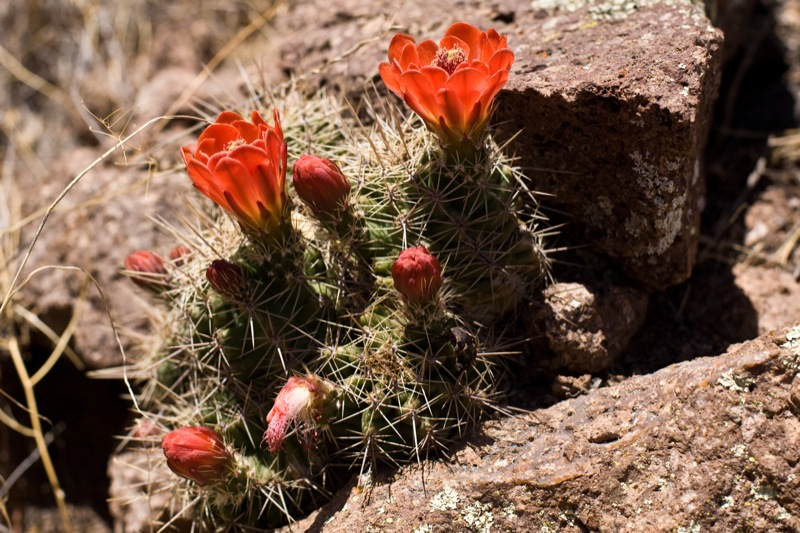
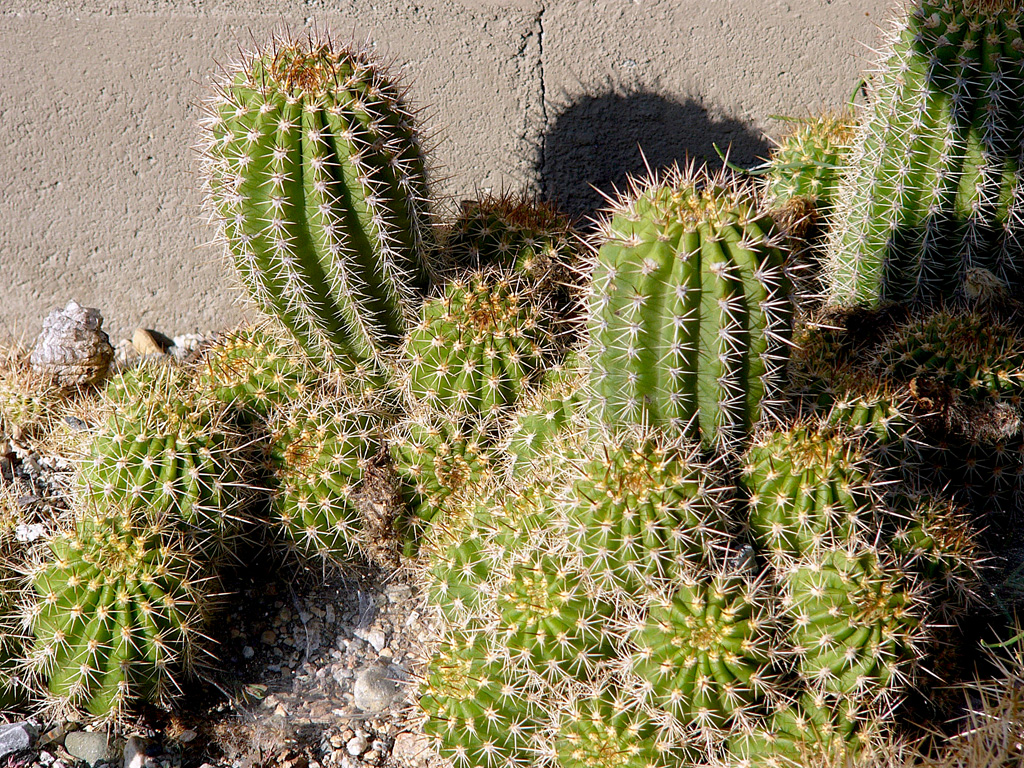